# Václav Pafkovič
Václav Pafkovič (født 24. april 1936, død 17. november 2019) var en tjekkisk roer.
Pafkovič kom med i Tjekkoslovakiets otter ved OL 1960 i Rom, hvor bådens besætning derudover bestod af Jan Švéda, Jan Jindra, Jiří Lundák, Stanislav Lusk, Luděk Pojezný, Bohumil Janoušek, Josef Věntus og styrmand Miroslav Koníček. De vandt her deres indledende heat og var dermed kvalificeret til finalen. Her var det den tyske båd, der var hurtigst og fik guld, mens Canada fik sølv og Tjekkoslovakiet bronze.

## OL-medaljer
- 1960:  Bronze i otter